# Biberen (Fluss)
Die Biberen (französisch La Bibera) ist ein rund 24 km langer rechter Nebenfluss der Broye in den Schweizer Kantonen Freiburg und Bern. Sie entwässert einen Abschnitt des nördlichen Freiburger Mittellandes und gehört zum Einzugsbereich des Rheins. Das Einzugsgebiet der Biberen hat eine Fläche von etwa 50 km².

## Name
Der französische Name des Flusses lautet La Bibera; neben dem mundartlichen Bibere wird auch im deutschsprachigen Raum des Kantons Freiburg gelegentlich die Bezeichnung Bibera verwendet.

## Geographie
Das Quellgebiet der Biberen befindet sich auf ungefähr 570 m ü. M. auf dem Gemeindeboden von Courtepin. Mit ihrem Oberlauf durch das vom eiszeitlichen Rhonegletscher überprägte Molassehügelland zwischen dem Murtensee und dem Saanetal fliesst die Biberen parallel zur Saane nach Nordosten. Sie bewegt sich dabei meist in einer 500 m bis 1 km breiten Talsenke, die früher ein Moorgebiet bildete und erst zu Beginn des 20. Jahrhunderts melioriert wurde.

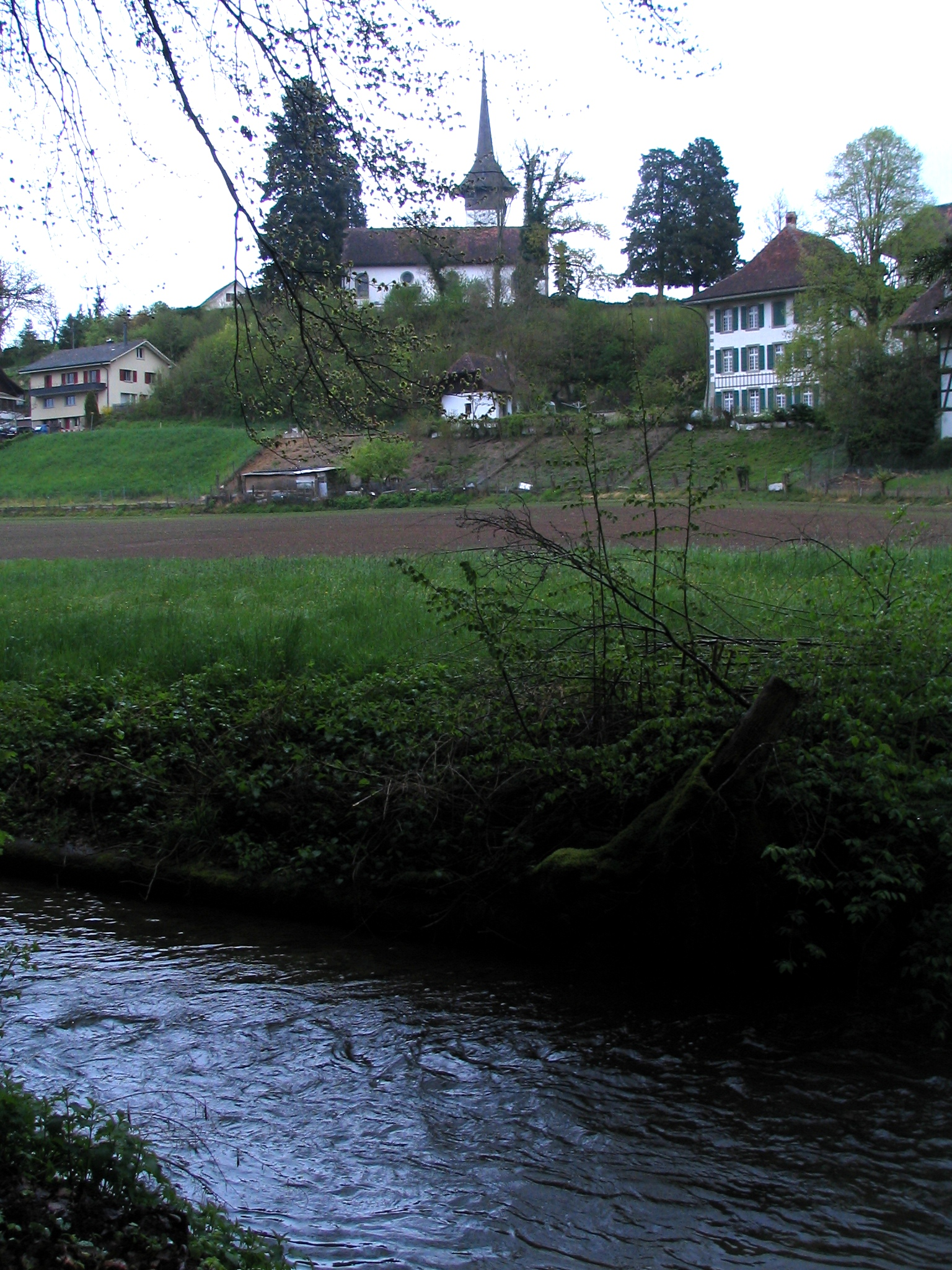
Biberen und im Hintergrund die Kirche Ferenbalm

Bei Schönenbühl, einem Ortsteil der Gemeinde Kriechenwil, wendet sich die Biberen nach Norden; das Tal ist nun etwas schmaler geworden, besitzt aber immer noch eine flache Talaue. Entlang der Biberen verläuft hier die Grenze zwischen den Kantonen Freiburg und Bern, bei Biberen tritt der Bach kurzzeitig ganz auf Berner Boden über. 
Eine weitere markante Richtungsänderung zeichnet die Biberen südlich von Kerzers. Sie fliesst nun nach Westen und erreicht die Ebene des Grossen Mooses. Auf den untersten 6 km Wegstrecke wurde der Bach im Rahmen der Meliorationen des Grossen Mooses kanalisiert und begradigt. Der Flusslauf trägt hier den Namen Biberenkanal. Bei Bellechasse münden zunächst von links der Galmizkanal, danach von rechts der Grand Canal (Grosser Kanal). Nördlich von Sugiez (Gemeinde Mont-Vully), am Ostfuss des Mont Vully, fliesst der Biberenkanal auf 430 m ü. M. in den Canal de la Broye (Broyekanal), den kanalisierten Abschnitt der Broye zwischen dem Murtensee und dem Neuenburgersee.
Auf der gesamten Flussstrecke beträgt das Gefälle weniger als 1 %. Die Biberen ist durch ein pluviales Abflussregime geprägt, wobei sich die mittlere Abflussmenge bei Kerzers auf 0,6 m³/s beläuft. Sie besitzt nur wenige kurze Seitenbäche.

## Nutzung
Mit den Meliorationsmassnahmen im Biberental zwischen Courtaman und Liebistorf wurde der Bachlauf kanalisiert und begradigt. Seit Ende der 1990er-Jahre wurden an verschiedenen Orten dieses Abschnitts Revitalisierungen vorgenommen. Zwischen Liebistorf und der Jerisbergmühle wurde die Wasserkraft der Biberen seit dem ausgehenden Mittelalter für den Betrieb von Mühlen und Sägereien genutzt. Im Bereich der Jerisbergmühle wurde ein längerer Seitenkanal geschaffen, der das Wasser zur Mühle ableitete. Mit der Umstellung auf Elektrizität der letzten Sägerei und Mühle, deren Betrieb noch auf Wasserkraft basierte, fliesst die Biberen heute wieder in ihrem natürlichen Bett. Trotz der früheren Nutzung der Wasserkraft blieb der Abschnitt zwischen Schönenbühl und Jerisbergmühle in beinahe natürlichem Zustand erhalten.
Der Unterlauf ab Kerzers ist seit der Juragewässerkorrektion völlig begradigt. Das Wasser wird hier für Bewässerungszwecke genutzt.